# Limnophila leucostigma
Limnophila leucostigma är en tvåvingeart som beskrevs av Alexander 1937. Limnophila leucostigma ingår i släktet Limnophila och familjen småharkrankar. Inga underarter finns listade i Catalogue of Life.